# 蔡潔雯
蔡潔雯（Rubyanne Choi Kit Man，1981年3月30日—），籍贯潮州，香港女演員，為前香港無綫電視合约女藝員，參與2002年香港小姐競選，獲得“才藝卓越小姐”之獎項。而入行，曾是無綫電視當家花旦，後因感情之事才與無綫電視解約。2010年决定回巢無綫，至2013年再次离巢。
蔡潔雯2016年與一名圈外男子結婚，並育有一子。

## 電視劇（無綫電視）
- 法網狙擊 飾 未知（2012年）
- 誰家灶頭無煙火 飾 孫碧雲（客串演出）（2011年）
- 巴不得爸爸... 飾 吳美瑩（2009年）
- 人間蒸發 飾 鳳（2005年）
- 隨時候命 飾 飛行護士（2005年）
- 我的野蠻奶奶 飾 夏迎秋 （2005年）
- 阿旺新傳 飾 名媛(第4集)（2005年）
- 妙手仁心III 飾 Sue（2005年）
- 奪命真夫 飾 鄭嘉雯（Carmen）（2005年）
- 奇幻潮之奇能異視 飾 Christy（2005年）
- 隔世追兇 飾 外賣仔女友（2004年）
- 大唐雙龍傳 飾 董淑妮（2004年）

## 電影
- 盲女72小時 飾 梅妹（1993年）
- 真心話 飾 武田（1999年）
- 新紮師妹 飾 女警甲（2002年）
- 乾柴烈火 飾 武惠妃（2002年）
- 天生一對 飾 安茜（2006年）
- 大唐芙蓉園 飾 長孫皇后（2007年）
- 大唐芙蓉園II 飾 失心疯貴妃（2009年）